# The Damned
The Damned su engleski punk rock sastav. Osnovali su ga vodeći vokal Dave Vanian, gitarist Brian James, basist i poslije gitarist Captain Sensible, i bubnjar Rat Scabies 1976. u Londonu. Bili su prvi punk rock sastav u Ujedinjenom Kraljevstvu koji je izdao singl, "New Rose" (1976.), album, Damned Damned Damned (1977.), i pošli na turneju po SAD. Objavili su devet singlova koji su ušli na ljestvicu UK Singles Chart Top 40.

## Diskografija
- Damned Damned Damned (1977.)
- Music for Pleasure (1977.)
- Machine Gun Etiquette (1979.)
- The Black Album (1980.)
- Strawberries (1982.)
- Phantasmagoria (1985.)
- Anything (1986.)
- Not of This Earth (1995.)
- Grave Disorder (2001.)
- So, Who's Paranoid? (2008.)

## Vanjske poveznice
- The Damned
- Diskografija
- Diskografija na MusicBrainz